# Sân vận động Léopold Sédar Senghor
Sân vận động Léopold Sédar Senghor (tiếng Pháp: Stade Léopold Sédar Senghor), trước đây có tên là Sân vận động Hữu nghị, là một sân vận động đa năng ở Dakar, Sénégal. Sân hiện đang được sử dụng chủ yếu cho các trận đấu bóng đá. Sân được phục vụ như sân nhà của ASC Jeanne d'Arc và đội tuyển bóng đá quốc gia Sénégal. Sân cũng có một đường chạy điền kinh, và đôi khi được sử dụng cho bóng bầu dục liên hiệp. Sân vận động có sức chứa 60.000 người. Sân được xây dựng vào năm 1985 và được đặt theo tên của Léopold Sédar Senghor, tổng thống đầu tiên của Sénégal (từ 1960 đến 1980).
Kỷ lục khán giả 75.000 người của sân vận động đã được thiết lập vào năm 1992, trong một trận đấu bóng đá giữa các đội tuyển bóng đá quốc gia Sénégal và Nigeria.

## Tổng quan
Sân vận động đã tổ chức trận chung kết của Cúp bóng đá châu Phi 1992 và Giải vô địch điền kinh châu Phi 1998.
Vào ngày 13 tháng 10 năm 2012, trận đấu vòng loại Cúp bóng đá châu Phi 2013 giữa Sénégal và Bờ Biển Ngà đã bị hủy bỏ do bạo loạn tại sân vận động. Kết quả là Sénégal bị loại khỏi giải đấu.